# Касанаре (річка)
Касанаре — річка, що бере початок у Східних Кордильєрах у Колумбії та впадає в річку Мета. Вона позначає межу між колумбійськими департаментами Араука і Касанаре.

## Географія
Річка Касанаре бере початок у Сьєрра-Невада-дель-Кокуй, на крайньому заході департаменту Араука. Тече на схід до впадання у річку Мета, по межі між департаментами Араука, Касанаре та Вічада.
На більшій частині своєї довжини річка Касанаре є природною межею між північчю департаменту Касанаре та півднем Арауки.